# Mỹ Bình (An Giang)
Mỹ Bình is een phường in de stad Long Xuyên, in de Vietnamese provincie An Giang. Mỹ Bình ligt aan de westelijke oever van de Hậu.